# Gonzalo de los Santos
Gonzalo de los Santos da Rosa (* 19. Juli 1976 in Salto) ist ein ehemaliger uruguayischer Fußballspieler und heutiger -trainer.

## Spielerlaufbahn

### Verein
Im Alter von 15 Jahren kam der Saltener in die uruguayische Hauptstadt Montevideo und schloss sich Peñarol an und spielte zunächst in der Quinta División. Der 1,89 Meter große Mittelfeldspieler durfte sodann erstmals im Oktober 1994 in der Ersten Mannschaft mittrainieren. Seine eigentliche Karriere begann dann in der Apertura 1995 (24 Spiele, zwei Tore), als in der Primera División zum Einsatz kam. Er stand auch noch in der Apertura 1997 in Reihen der Aurinegros und gehörte somit bei den drei Meisterschaften der Jahre 1995, 1996 und 1997 zum Kader. In den Jahren 1995 bis 1997 werden 62 Ligaeinsätze und fünf Tore von De los Santos für die Montevideaner geführt.
In der Spielzeit 1997/98 bestritt er bei seiner ersten Auslandsstation 31 Erstligabegegnungen (zwei Tore) für CP Mérida. Auch in sieben Partien der Copa del Rey kam er zum Einsatz. Sein Debüt feierte er bei den Spaniern am 29. September 1997 in der Ligabegegnung mit Espanyol Barcelona. Zum letzten Mal lief er am 15. Mai 1998 gegen Celta de Vigo auf. Zur Saison 1998/99 wechselte er zum seinerzeitigen spanischen Zweitligisten FC Málaga. Dort debütierte er am 30. August 1998 gegen Eibar Segunda División. Bis zum Saisonende und dem sodann erreichten Aufstieg lief er in 17 Ligabegegnungen auf und erzielte zwei Tore. Hinzu kamen vier Partien der Copa del Rey. Auch nach dem Aufstieg hielt er dem Klub bis zum Ablauf der Serie 2000/01 die Treue. In den Spielzeiten 1999/2000 und 2000/01 stehen 36 (vier Tore) bzw. 33 Ligaspiele (kein Tor) sowie saisonübergreifend drei Pokaleinsätze für ihn zu Buche. Seine letzte Pflichtspielpartie für Málaga datiert vom 17. Juni 2001 gegen Deportivo La Coruña. In den beiden Folgespielzeiten war der FC Valencia sein Arbeitgeber. Dort kam er zu 30 Primera-División-Einsätzen und schoss zwei Tore (Saison 2001/02: 13 Spiele/ein Tor; 2002/03: 17/1). 2001/02 gewann er mit dem Verein die spanische Meisterschaft. Es folgte eine Saison beim Ligakonkurrenten Atlético Madrid. Der FC Valencia, bei dem De los Santos zu diesem Zeitpunkt noch bis 2007 unter Vertrag stand, hatte ihn für eine Saison mit Kaufoption ausgeliehen. Sechs Copa-del-Rey-Spiele (kein Tor) stehen dort neben 32 Ligaspielen mit drei Toren für ihn zu Buche. Kurzzeitig kehrte er nach Valencia zurück. Nachdem er am 11. September 2004 mit der Partie des 2. Spieltags ein einziges Spiel absolvierte, endete sein dortiges Engagement ohne weiteren Pflichtspieleinsatz. Nach einem erneuten Ortswechsel lief er in jener Saison 2004/05 nun in 16 Erstligapartien für RCD Mallorca auf. Erstmals stellte ihn der Trainer im Spiel gegen Deportivo La Coruña am 9. Januar 2005 auf. 2005/06 wieder unberücksichtigt im Kader Valencias stehend, folgten zwei weitere Saisons in Spanien beim Zweitligisten Hércules CF. Vom Debüt am 27. August 2006 bis zu seinem letzten Einsatz am 7. Juni 2008 bestritt er jeweils 23 Ligaspiele in den Spielzeiten 2006/07 und 2007/08 und traf einmal ins gegnerische Tor.
Anschließend kehrte er im August 2008 nach Uruguay zu Peñarol an den Ausgangspunkt seiner Karriere zurück, wo er von der Apertura 2008 bis mindestens zur Apertura 2009 spielte. In der Saison 2008/09 werden bei den Aurinegros 18 in der Spielzeit 2009/10 sieben Erstligaeinsätze für ihn geführt.

### Nationalmannschaft
De los Santos war auch Mitglied der Nationalmannschaft Uruguays, für die er von seinem Debüt am 25. August 1996 bis zu seinem letzten Einsatz am 4. Juni 2005 33 Länderspiele absolvierte, bei denen er ein Länderspieltor erzielte. (Stand: 16. Oktober 2012) 1997 gehörte er zum Aufgebot beim FIFA-Konföderationen-Pokal. 2002 nahm er an der Fußball-Weltmeisterschaft teil und kam zu einem Einsatz als Einwechselspieler.

## Trainerkarriere
Nach dem sechsten Spieltag der Saison 2013/14 löste er Luis Duarte als verantwortlichen Trainer beim uruguayischen Erstligisten Miramar Misiones ab. Dort trat er am 23. Februar 2014 von seinem Amt zurück.

## Erfolge
- 3× Uruguayischer Meister: 1995, 1996, 1997
- 1× Spanischer Meister: 2001/02

## Privates
De los Santos ist Vater dreier Kinder.